# Якір Любов Єзекиїлівна
Любов Єзекиїлівна Якір (до шлюбу Коган; нар. 24 вересня 1922, Київ, УРСР — пом. 6 жовтня 2013, Київ, Україна) — радянська та українська шахістка, майстер спорту СРСР (1963), абсолютна рекордсменка з  одноосібних українських чемпіонських титулів (без поділу перших місць). Шестиразова чемпіонка Української РСР (1947, 1948, 1951, 1952, 1953, 1954). Чемпіонка Грузинської РСР з шахів (1951). Секретарка Ради ветеранів спорту імені Колчинського.

## Біографія
Народилася 24 вересня 1922 року в Києві, у сім'ї Єзекиїля Марковича Когана, уродженця містечка Скоморохи — автора підручників з математики під псевдонімом К. О. Ган («Розв'язання всіх геометричних задач на обчислення до збірки Н. Рибкіна», 1928, 2-е вид., 1929; «Розв'язання всіх алгебраїчних задач до збірника Н. А. Шапошникова і Н. К. Вальцова», в 2-х тт., 1929-1930), який загинув в Київському ополченні в 1941 році.
Працювала інженером-технологом на заводі «Червоний екскаватор». На заводі вела шахову секцію для людей зі слабким зором і сліпих. На заводі познайомилася з Арнольдом Якірем та оодружилася з ним. Народила доньку Інну, яка стала філологинею та перекладачкою. За своє життя брала участь в більш ніж 250-ти шахових турнірах і часто займала призові місця. Була знайома з Юхимом Геллером, Давидом Бронштейном, Вольфом Мессінгом.
У Києві був заснований Кубок Любові Якір.
Померла 6 жовтня 2013 в Києві у статусі найстаршої професійної шахістки у світі.

## Турнірні результати

### Чемпіонати України
| Рік  | Місце проведення | Турнір                 | Результат | +  | — | = | Місце  |
| ---- | ---------------- | ---------------------- | --------- | -- | - | - | ------ |
| 1939 |                  | 5-й чемпіонат України  | з 10      |    |   |   | — 5    |
| 1946 | Київ             | 6-й чемпіонат України  | 7½ з 11   | 6  | 2 | 3 | Bronze |
| 1947 | Київ             | 7-й чемпіонат України  | 9 з 10    | 9  | 1 | 0 | Gold   |
| 1948 | Київ             | 8-й чемпіонат України  | 10 з 13   | 10 | 3 | 0 | Gold   |
| 1949 | Одеса            | 9-й чемпіонат України  | 5½ з 11   | 4  | 4 | 3 | 6 — 9  |
| 1950 | Київ             | 10-й чемпіонат України | 10 з 14   | 10 | 4 | 0 | Bronze |
| 1951 | Київ             | 11-й чемпіонат України | 10½ з 14  | 7  | 0 | 7 | Gold   |
| 1952 | Київ             | 12-й чемпіонат України | 12 з 15   | 10 | 1 | 4 | Gold   |
| 1953 | Київ             | 13-й чемпіонат України | 12½ з 17  | 9  | 1 | 7 | Gold   |
| 1954 | Київ             | 14-й чемпіонат України | 11 з 14   | 9  | 1 | 4 | Gold   |
| 1955 | Київ             | 15-й чемпіонат України | 8 з 14    | 5  | 3 | 6 | 6 — 7  |
| 1956 | Київ             | 16-й чемпіонат України | 12 з 17   |    |   |   | Bronze |
| 1957 | Київ             | 17-й чемпіонат України | 11 з 17   |    |   |   | 6      |
| 1958 | Київ             | 18-й чемпіонат України | 10½ з 17  |    |   |   | Bronze |
| 1959 | Київ             | 19-й чемпіонат України | 10½ з 17  | 7  | 3 | 7 | 5 — 8  |
| 1960 | Київ             | 20-й чемпіонат України | 9½ з 17   |    |   |   | 8      |
| 1961 | Київ             | 21-й чемпіонат України | 11½ з 17  | 8  | 2 | 7 | — 4    |
| 1963 | Київ             | 23-й чемпіонат України | 9½ з 15   |    |   |   | 4      |
| 1964 | Івано-Франківськ | 24-й чемпіонат України | 9½ з 15   | 6  | 2 | 7 | 5 — 6  |
| 1966 | Харків           | 26-й чемпіонат України | 8½ з 13   |    |   |   | 4      |
| 1968 | Київ             | 28-й чемпіонат України | 8 з 14    |    |   |   | 5      |

### Чемпіонати СРСР
Любов Якір зіграла у дев'яти фінальних турнірах чемпіонатів СРСР, набравши при цьому 69½ очок зі 158 можливих, що становить 44 % від числа можливих очок.
| Рік            | Місце проведення | Турнір                                                 | Результат | + | —  | =  | Місце   |
| -------------- | ---------------- | ------------------------------------------------------ | --------- | - | -- | -- | ------- |
| 1946/1947      | Москва           | 7-й чемпіонат СРСР                                     | 3 з 16    | 1 | 11 | 4  | 16      |
| 1951           | Київ             | 11-й чемпіонат СРСР                                    | 6½ з 17   | 4 | 8  | 5  | 15 — 17 |
| 1952           | Тбілісі          | 12-й чемпіонат СРСР                                    | 7 з 17    | 4 | 7  | 6  | 13 — 16 |
| 1955           | Сухумі           | 15-й чемпіонат СРСР                                    | 8 з 19    | 6 | 9  | 4  | 13 — 15 |
| 1958           | Харків           | 18-й чемпіонат СРСР                                    | 10 з 20   | 5 | 5  | 10 | 9 — 11  |
| 1959           | Липецьк          | 19-й чемпіонат СРСР                                    | 8½ з 18   | 5 | 5  | 10 | 12 — 13 |
| 1962 (січень)  | Єреван           | 21-й чемпіонат СРСР                                    | 7½ з 19   | 4 | 8  | 7  | 16 — 17 |
| 1962 (грудень) | Рига             | 22-й чемпіонат СРСР                                    | 11 з 19   | 6 | 3  | 10 | 5 — 6   |
| 1965           | ?                | півфінал 25-го чемпіонату СРСР (першість СТ «Спартак») | 8 з 15    |   |    |    | 6       |
| 1966           | Київ             | півфінал 26-го чемпіонату СРСР                         | 7 з 13    |   |    |    | 8       |
| 1967           | Сочі             | 27-й чемпіонат СРСР                                    | 8 з 13    |   |    |    | 11 — 16 |

### Інші турніри
| Рік  | Місце проведення | Турнір                           | Результат | + | — | = | Місце |
| ---- | ---------------- | -------------------------------- | --------- | - | - | - | ----- |
| 1965 | Київ             | першість України СТ «Спартак»    | 9½ з 15   |   |   |   | 5 — 6 |
| 1967 | Таллінн          | півфінал першості ДСТ профсоюзів | 8 з 13    |   |   |   | 5 — 6 |
| 1968 | Сочі             | першість ДСТ профсоюзів          | 3½ з 7    | 1 | 1 | 5 | 4 — 5 |